# Nordkanal

Karte mit dem Verlauf des deutschen Teils des Nordkanals

Gesamtverlauf Noordervaart (NL) – Nordkanal (D)

Mit Nordkanal (französisch Grand Canal du Nord) wird ein im Jahre 1806 von Napoléon initiiertes Projekt zum Bau einer Wasserstraße zwischen dem Seehafen Antwerpen, der Maas und dem Rhein bezeichnet. Von dem Kanal wurden nur Teilstücke von Neuss bis Neersen (in NRW) und von Nederweert bis Beringe/Helden (in den Niederlanden, dort Noordervaart genannt) realisiert.

## Allgemeines
Im 17. Jahrhundert sollte mit der Fossa Eugeniana ein schiffbarer Wasserweg zwischen Rhein und Maas geschaffen werden. Der 1626 begonnene Kanal, der von Rheinberg nach Venlo führen sollte, wurde nie fertiggestellt. Ein Abschnitt der Trasse dieses Kanals auf niederländischer Seite wurde später für die Realisierung des Nordkanals eingeplant.
Napoleon griff die Idee zum Bau dieses Kanals auf, um mit ihr mehrere militärische und wirtschaftliche Zwecke zu verfolgen. 1804 reiste er an den Niederrhein und informierte sich vor Ort über einen geographisch günstigen Trassenverlauf des Kanals. Die Detailplanungen begannen im Jahre 1806; eine Verlängerung des Kanals bis nach Antwerpen wurde erwogen.

## Gründe
Im Ersten Koalitionskrieg eroberten französische Truppen unter anderem das linke Rheinufer. Dessen Annexion wurde im Frieden von Campo Formio (1797) vorbereitet und im Frieden von Lunéville (1801) völkerrechtlich anerkannt.
Napoleon konnte Großbritannien nicht mit militärischen Mitteln bezwingen, weshalb er am 21. November 1806 die Kontinentalsperre verfügte, eine gegen das Vereinigte Königreich und dessen Kolonien gerichtete Wirtschaftsblockade. Zur Umgehung von Holland wollte er eine direkte Verbindung vom Rhein über Maas und Schelde bis hin zu einem französischen Seehafen. Auf diese Weise konnten auch die hohen Flusszölle rheinabwärts umgangen werden. Als Seehafen bot sich der Hafen von Antwerpen an, der damals unter französischer Kontrolle stand. Für die erste Verbindung zwischen Rhein und Maas wurde am 6. Mai 1807 der Bau des Grand Canal du Nord beschlossen.
Am 23. Dezember 1809 erließ Napoleon ein Gesetz, welches die Reorganisation der französischen Wasserwege regelte: Drei Kanäle sollten verkauft und von dem Erlös drei neue Kanäle gebaut werden. Im Einzelnen handelte es sich um den Kanal Napoléon zwischen Rhone und Saône, den Canal de Bourgogne, der Seine und Saône verbindet, sowie den Grand Canal du Nord, der den Wasserweg Schelde – Rhein herstellen sollte. Der Grand Canal du Nord diente als Vorbild, als 1827 Barnabé Brisson, führender Ingenieur der École nationale des ponts et chaussées die Planungen für den Canal de la Marne au Rhin begann.

## Geplanter Verlauf

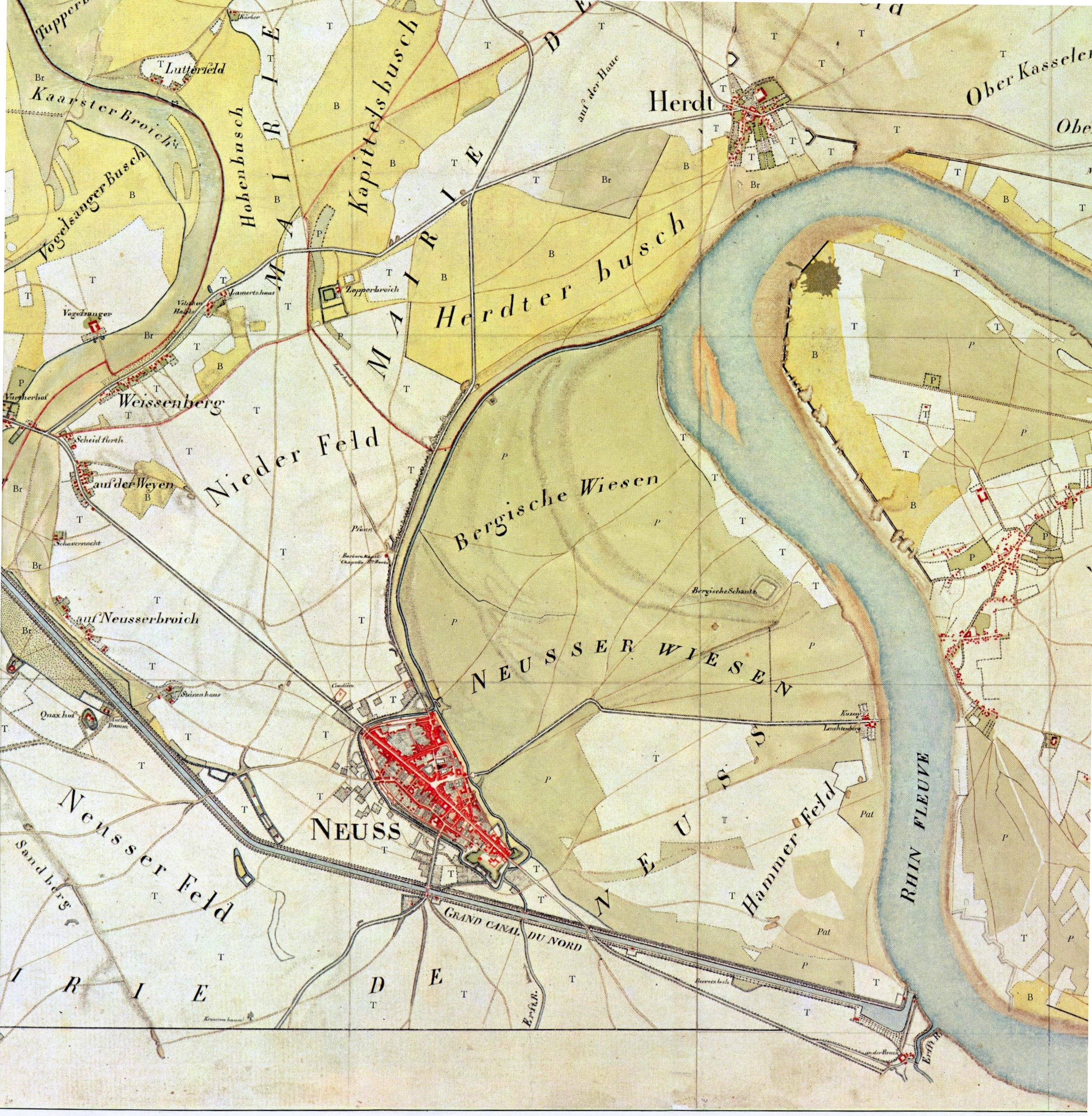
Nordkanal – Grand Canal du Nord – mit Kanalmündung südöstlich von Neuss, Tranchotkarte (Blatt 44, Juni 1805)

Mehrere Streckenführungen wurden untersucht: Weiter nördlich von Rheinberg bis Geldern auf der Trasse der Fossa Eugenia, von Neuss über Dülken und das Schwalmtal, von Neuss über Linn nach Geldern, aber die Streckenführung Neuss – Venlo hatte offenbare Vorteile; zum Beispiel gab es an der Erftmündung einen Naturhafen, so brauchten keine Grundeigentümer entschädigt zu werden und es wurden nur zwei Schleusen benötigt.
Die erste Kanalschleuse befand sich am Rhein bei Grimlinghausen. Bei Neuss durchschnitt der Kanal an einer Zugbrücke die Straße Neuss – Köln. Die Erft wurde bei Neuss zwischen zwei Dämmen hindurchgeführt. Von hier aus führte der Kanal über Neusserfurth, Kaarst, Schiefbahn und Neersen bis zur nächsten Schleuse bei Louisenburg. Von Louisenburg aus sollte der Kanal mit sieben weiteren Schleusen, von denen drei diesseits der Landesgrenze und vier in den Niederlanden projektiert waren, zur Maas nach Venlo geführt werden. Die Kanaltrasse verlässt am Poelvenn-See das Nettetal und umgeht den zwischen Nettetal und Maas-Tal befindlichen Hügelzug in einem weiten nördlichen Bogen, einer Einsenkung folgend, und tritt unterhalb Brüxken in die Niederung des Maas-Tals ein, wo die Trasse der Fossa Eugeniana erreicht wird.
Entlang der historischen Trasse des Kanals wurde vor der Euroga 2002 ein Radweg für Touristen und Freizeit-Sportler angelegt, die Fietsallee am Nordkanal. Der Radweg führt von Grimlinghausen (heute ein Stadtteil von Neuss) aus über Neuss, Holzbüttgen, Schiefbahn, Neersen, Viersen-Donk, Viersen-Sittard, Süchteln, Grefrath, Krickenbecker Seen, Herongen, Straelen durch die Heronger Buschberge bis nach Venlo und über die Noordervart weiter bis Weert.

## Technik
Die Kanaltiefe sollte etwa 2,60 m betragen, die Breite ca. 16 m. Lastkähne beladen mit Gütern von 200 bis 400 Tonnen sollten auf dem 6 m breiten und 1,40 m hohen Damm von Pferden getreidelt werden. Bei Grimlinghausen, Süchteln und Venlo waren Häfen geplant. Neun Schleusen waren projektiert, die meisten zur Überwindung der Höhenunterschiede und einige als Schutzschleusen gegen Hochwasser an Rhein oder Maas. Die geplante Länge betrug etwa 53 km; der höchste Punkt (Scheitel) war rund 42 km von Neuss entfernt.
Veranschlagt wurden Kosten in Höhe von 20 Millionen Franc. 10 Millionen sollte das am Kanal liegende Département de la Roer aufbringen und 10 Millionen sollten aus dem französischen Staatshaushalt kommen.

## Bau
Mit der Planung wurde Napoleons Chefingenieur, Aimable Hageau, beauftragt, der im Frühjahr 1808 mit der Vermessung begann. Am 3. Juli 1809 erfolgte die Grundsteinlegung zum Bau in Neuss, und ab dann wurde über ein Jahr lang hart am Kanal gearbeitet.
Am 9. Juli 1810 annektierte Frankreich das Königreich Holland, nachdem Napoleon seinen Bruder Ludwig als König zur Abdankung gezwungen hatte. Dadurch bekam Napoleon die direkte Kontrolle über die holländischen Seehäfen. Das Projekt Grand Canal du Nord wurde nicht mehr benötigt.
Die Bauarbeiten wurden zum 1. Januar 1811 eingestellt, als bereits ein Drittel der Kanalstrecke fertiggestellt und 12,5 Millionen Franc ausgegeben waren. Stattdessen wurde ein Canal Baltique von der Seine bis zur Ostsee geplant, die Umsetzung aber durch den Russlandfeldzug zunichtegemacht.

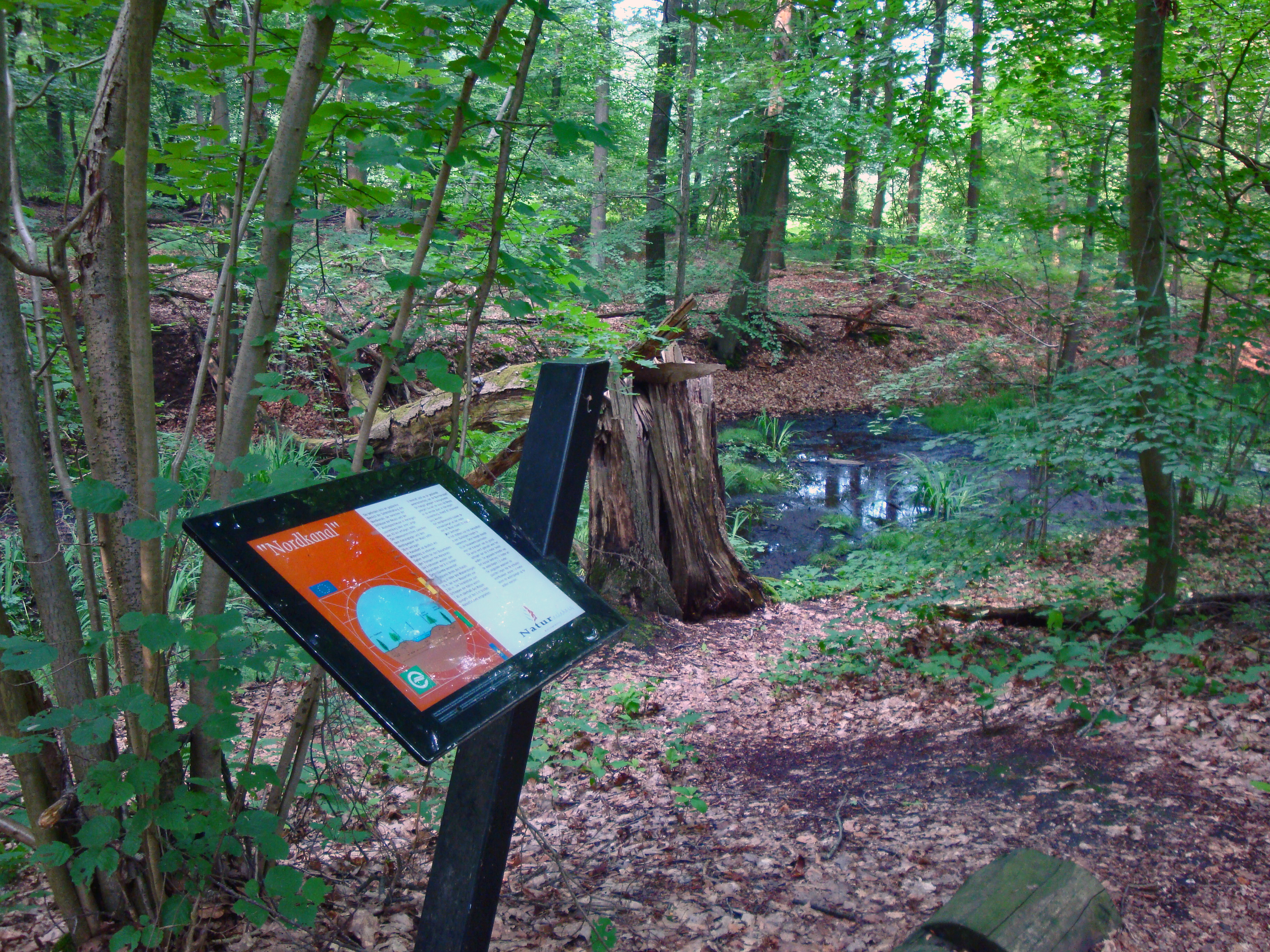
Bodendenkmal Nordkanal in Louisenburg bei Herongen
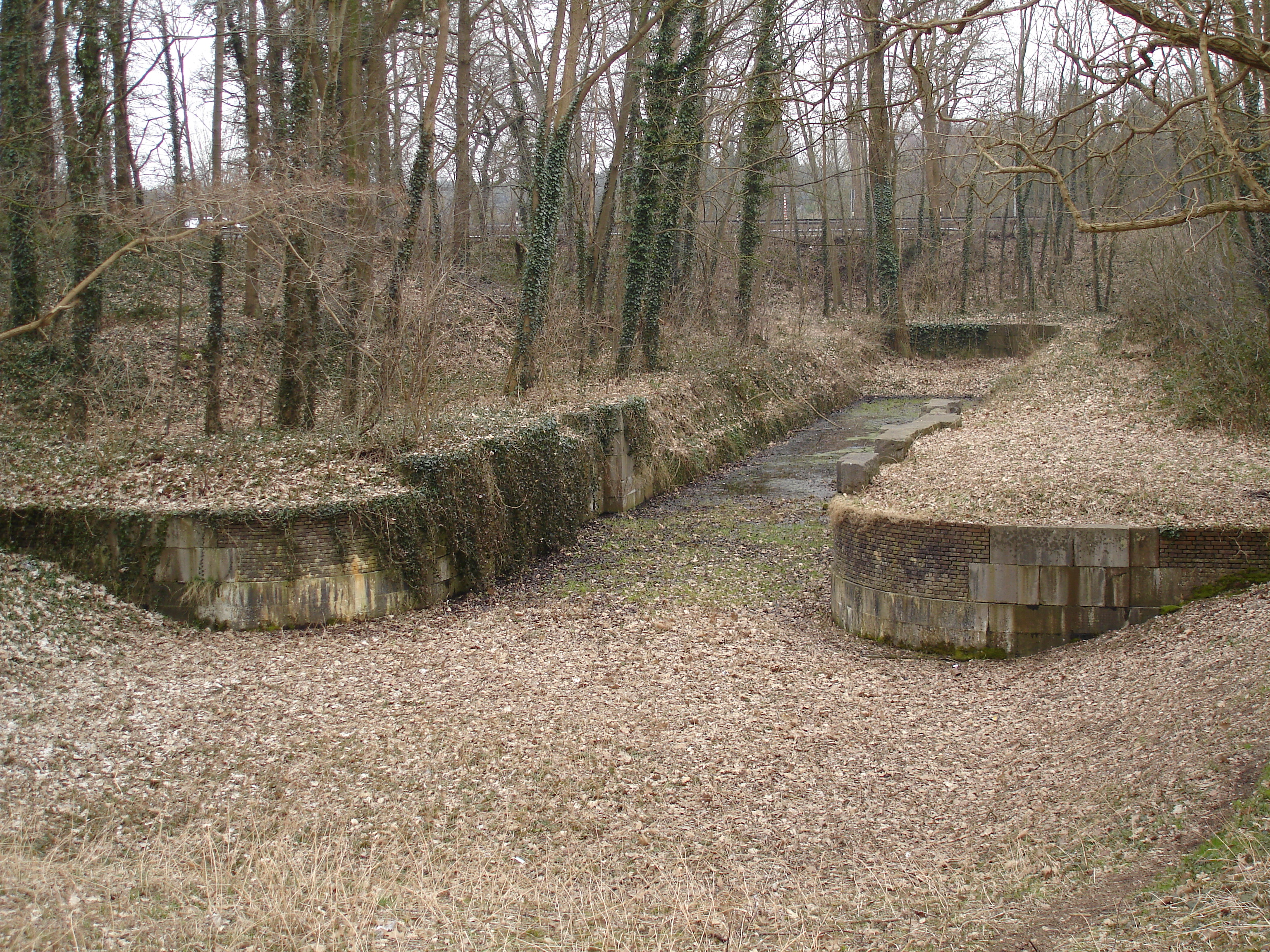
Nicht fertiggestellte Schleuse Louisenburg 1 km südlich von Herongen
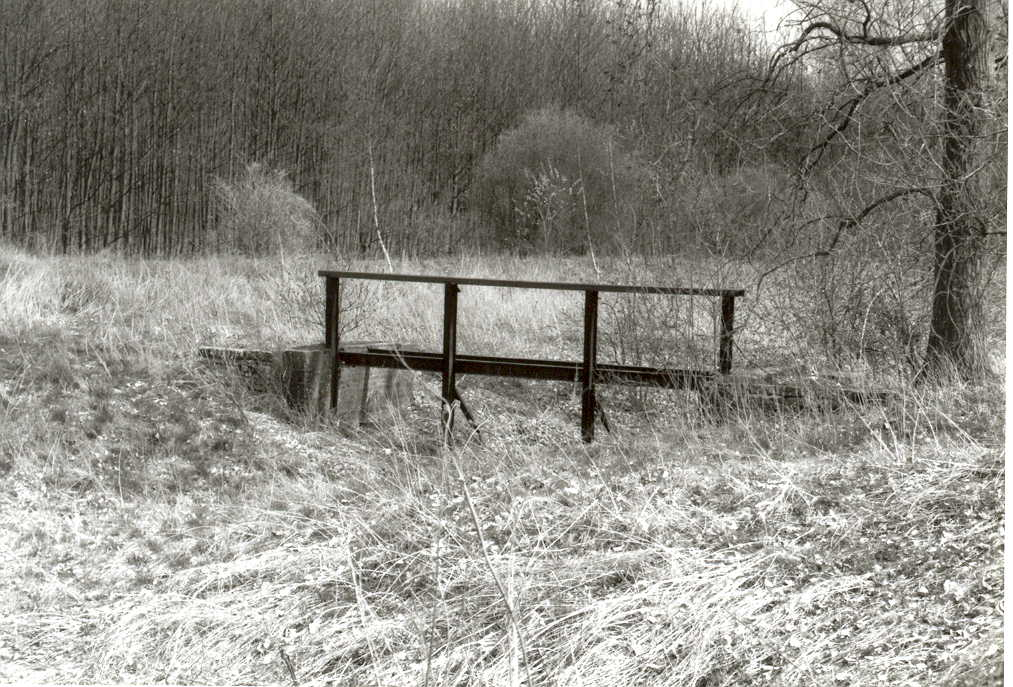
Ein zugewachsener Abschnitt des Nordkanals bei Kaarst
Der Radweg bei Viersen
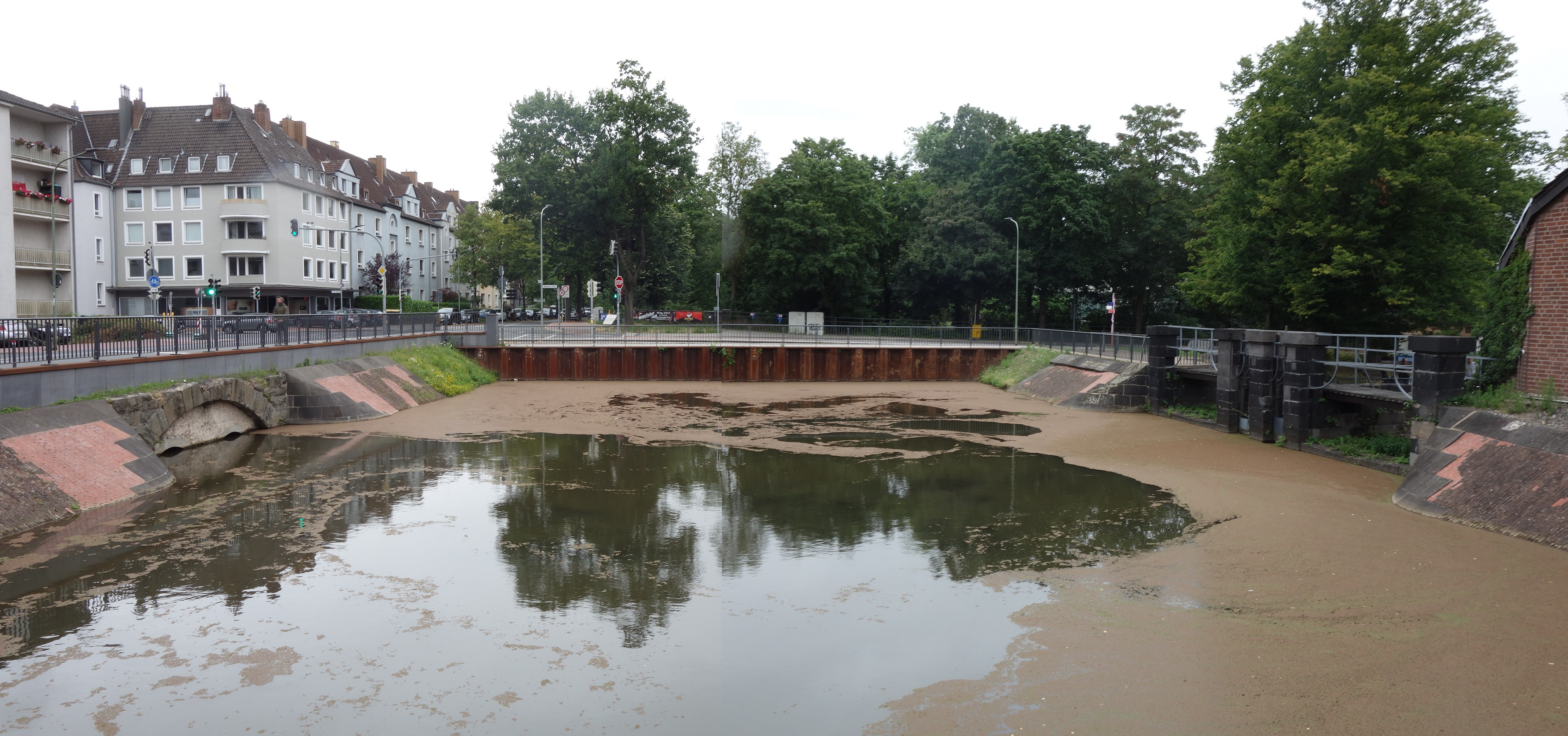
Rekonstruiertes Epanchoir in Neuss
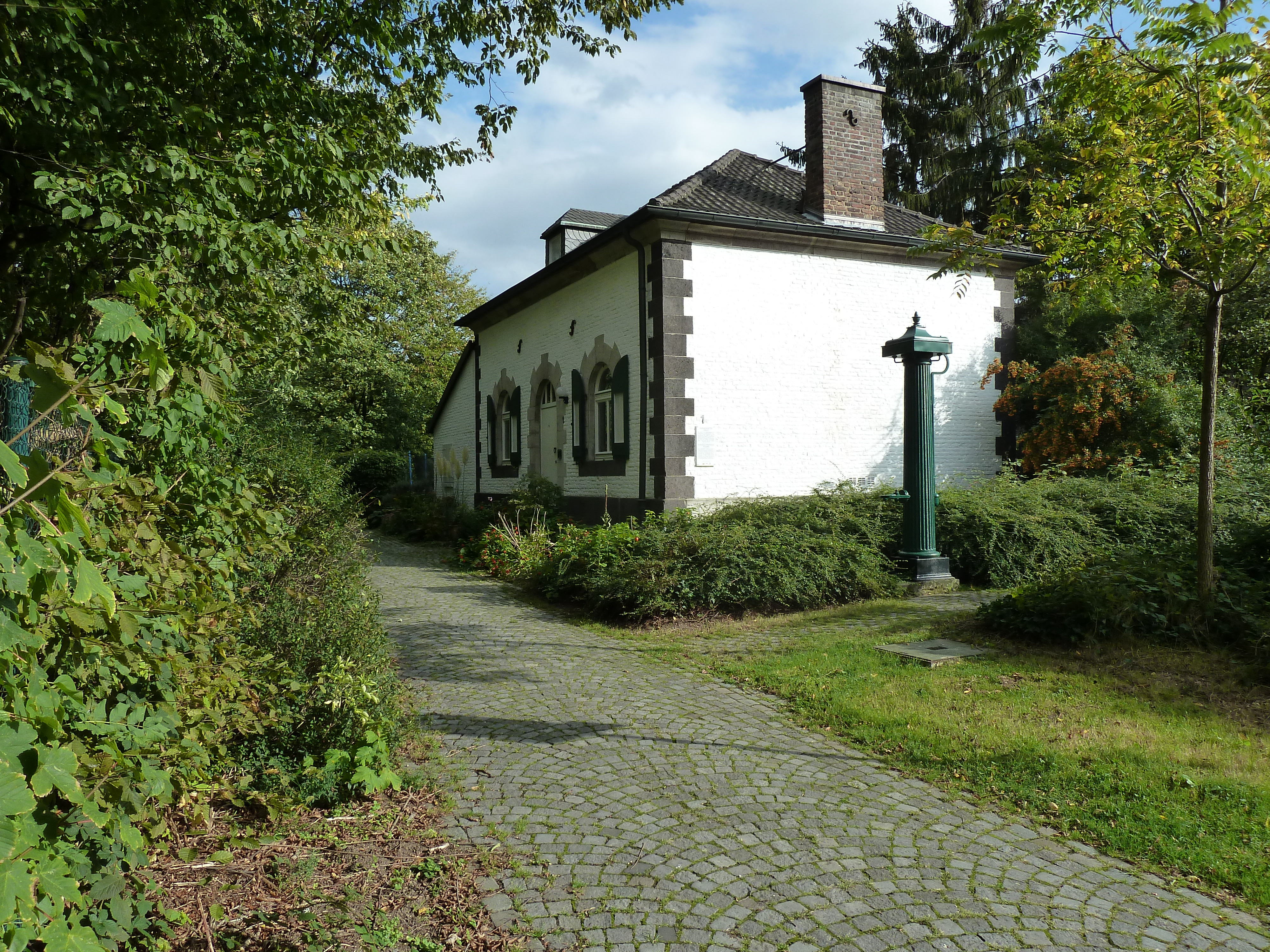
Kanalwärterhaus in Neuss
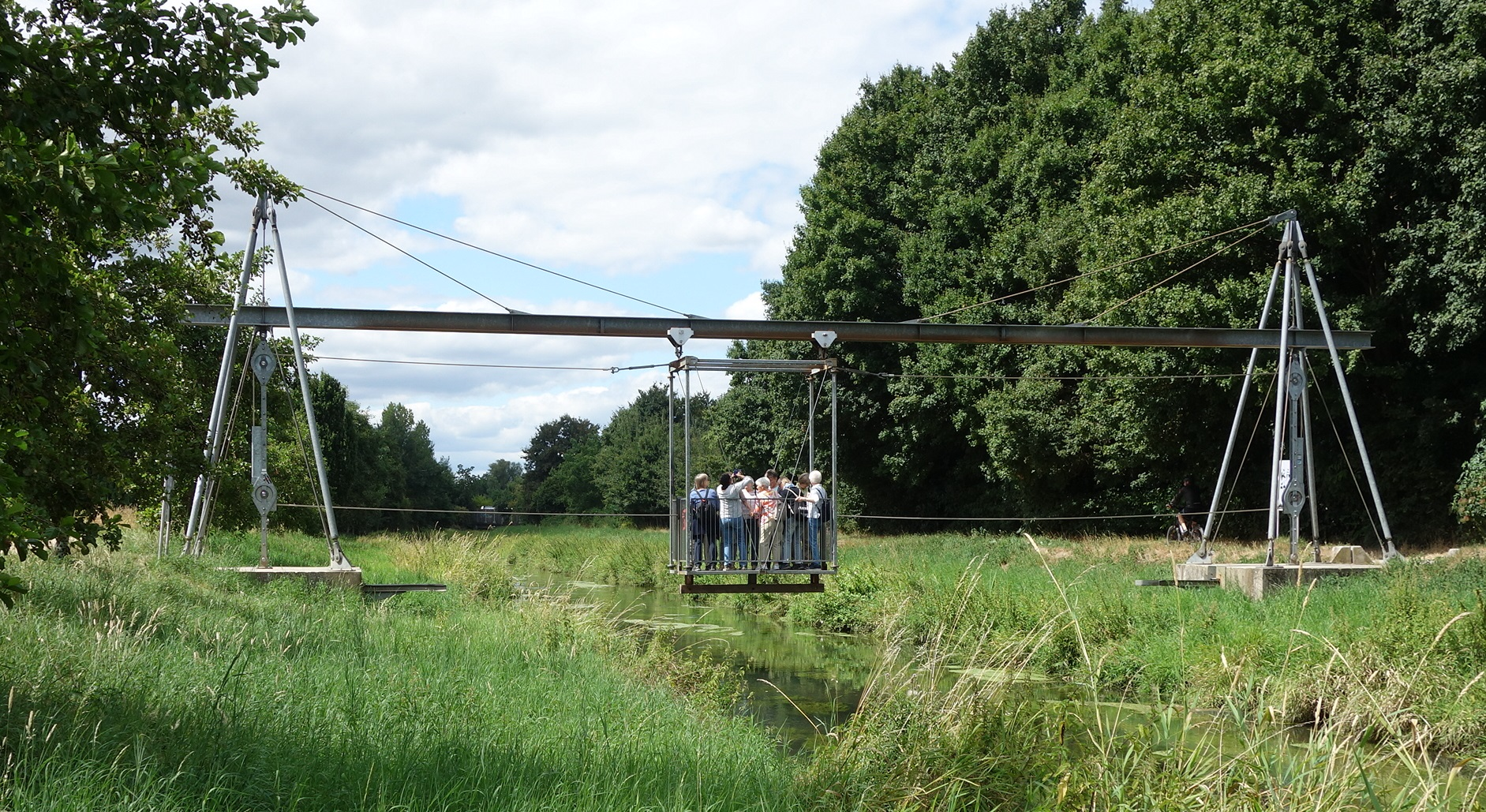
Seilfähre bei Cloerbruch

## Nach 1815
Vor dem Ende der Bauarbeiten 1811 war das Kanalbett im Abschnitt Schiefbahn – Neersen nur bis zur Straße Krefeld–Mönchengladbach (heute B 57) ausgehoben worden. Nach Beendigung der französischen Besetzung und Übernahme der Verwaltung durch Preußen wurde 1823 der fertige Kanalabschnitt Neuss – Schiefbahn für kleinere Lastkähne schiffbar gemacht. Später war der Kanal bis Neersen schiffbar. Es wurde Kohle auf ihm befördert und in den 1840er Jahren auch Personen. Die Initiative dazu ging auf den Düsseldorfer Unternehmer Johann Wilhelm Thomas zurück. Mit dem Aufkommen der Eisenbahn schlief das Interesse der Behörden am Nordkanal ein, die Schifffahrt verebbte und im Oktober 1850 fuhr das letzte Schiff auf dem Nordkanal.
Der Nordkanal wurde zu einem Abwasserlauf und dient heute der Entwässerung der angrenzenden Bruchgebiete. Ein kleiner, sieben Kilometer langer Bach, die Krur, die von Holzbüttgen nach Neuss floss, ist nach dem Bau des Nordkanals verlandet. Erst in jüngster Zeit wurde durch einen Vertrag mit Rheinbraun über den Jüchener Bach zusätzliches Wasser zugeführt und die Fließgeschwindigkeit erhöht, damit die zuvor abgelagerten Schadstoffe ausgeschwemmt werden können.
Zur Euroga 2002 wurde der Nordkanal als verbindendes Element wiederentdeckt und entlang des geplanten oder noch vorhandenen Kanallaufs ein Radweg (die „Fietsallee am Nordkanal“) ausgewiesen, fehlende Abschnitte auch neu angelegt. Auf befestigten Strecken findet sich zur Kennzeichnung eine grün-blaue Linie mit regelmäßigen Querstrichen im Abstand von 10 Metern und mit vergrößerten 50-Meter-Markierungen. Bei den für Anstriche ungeeigneten Untergründen wurden gleichfarbige Stelen in 10-Meter-Abständen aufgestellt, auch hier mit breiteren 50-Meter-Stelen. So gewinnt man den Eindruck eines überdimensionalen Maßbandes, das sich durch die Landschaft schlängelt und dessen Farbe das Wasser des Kanals repräsentiert. Außerdem finden sich entlang des Kanallaufs an besonderen Stellen rot-weiß geringelte, spindelförmige Stelen, die als Hinweis auf die Ingenieurleistungen an Vermessungsstäbe erinnern sollen.
Besonders hervorzuheben ist die Euroga-Erlebnisbrücke, eine Schwebefähre in Donk bei Kilometer 19,3. Hier können Menschen und Fahrräder mit Muskelkraft über die Niers, die der Nordkanal an dieser Stelle gekreuzt hätte, übergesetzt werden.
Bis 2016 wurde das Epanchoir in Neuss saniert.

## Heute vorhandene Teilstücke
Ein Teilstück verläuft vom Epanchoir in Neuss bis nach Kaarst.
Der Noordervaart ist heute ein 15 km langer, durchlaufender Kanal in Midden-Limburg, der mit dem Zuid-Willemsvaart bei Nederweert in Verbindung steht.